# Angel Dust
Angel Dust é o quarto álbum de estúdio da banda Faith No More, lançado a 8 de Junho de 1992, sendo considerado um dos álbuns mais influentes da história da música, servindo como base para o surgimento do New Metal.
É o último álbum de estúdio com o guitarrista Jim Martin, e o segundo com Mike Patton no vocal.

## Recepção
| Críticas profissionais | Críticas profissionais              |
| Avaliações da crítica  | Avaliações da crítica               |
| Fonte                  | Avaliação                           |
| ---------------------- | ----------------------------------- |
| Allmusic               | [ 2 ]                               |
| Rolling Stone          | [ 3 ]                               |
| Robert Christgau       | (sem nota)                          |
| Entertainment Weekly   | B Avaliação na Entertainment Weekly |
| Q                      | 7/92, p91                           |
| Sputnikmusic           | [ 5 ]                               |

O álbum foi recebido com aclamação por parte da crítica especializada, sendo frequentemente listado entre os maiores álbuns dos anos 90, em 2003 foi listado pela revista Kerrang! como o álbum mais influente de todos os tempos.
O álbum vendeu menos que seu antecessor no mercado americano, foi certificado como Ouro, porém teve maior repercussão no restante do Planeta, e acabou se tornando o álbum mais vendido da banda com aproximadamente 3 milhões de copias ao redor do mundo, além de uma nomeação ao Grammy Award em 1993 de Melhor Performance de Hard Rock.

## Faixas
1. "Land of Sunshine" (Gould, Bottum) - 3:44
2. "Caffeine" (Gould, Patton) - 4:28
3. "Midlife Crisis" (Bottum, Bordin, Gould, Patton) - 4:21
4. "RV" (Bottum, Patton, Gould) - 3:43
5. "Smaller and Smaller" (Gould, Bordin, Bottum, Wallace) - 5:11
6. "Everything's Ruined" (Gould, Bottum, Patton) - 4:33
7. "Malpractice" (Patton) - 4:02
8. "Kindergarten" (Gould, Martin) - 4:31
9. "Be Aggressive" (Bottum) - 3:42
10. "A Small Victory" (Gould, Bottum, Bordin, Patton) - 4:57
11. "Crack Hitler" (Gould, Bottum, Bordin) - 4:39
12. "Jizzlobber" (Martin) - 6:38
13. "Midnight Cowboy" (Barry) - 4:12
14. "Easy" (Richie) - 3:04
15. "As the Worm Turns" (Bottum, Gould, Mosley) - 2:39

- - Faixa bónus na versão Japonesa

## Faixas promo
1. "Midlife Crisis" (Bottum, Bordin, Gould, Patton) - 4:21
2. "Kindergarten" (Gould, Martin) - 4:31
3. "Land of Sunshine" (Gould, Bottum) - 3:44
4. "Everything's Ruined" (Gould, Bottum, Patton) - 4:33
5. "Epic" (Gould, Martin, Bottum, Bordin) - 4:51
6. "We Care a Lot" (Ao vivo em Brixton) (Gould, Bottum) - 3:50

### Singles
| Ano                        | Título                | Posição | Posição | Posição | Posição | Posição | Posição | Posição | Posição | Posição | Posição | Posição |
| Ano                        | Título                | US      | US Main | US Mod  | AUS     | AUT     | IRE     | NLD     | NOR     | SWE     | SUI     | UK      |
| -------------------------- | --------------------- | ------- | ------- | ------- | ------- | ------- | ------- | ------- | ------- | ------- | ------- | ------- |
| 1992                       | "Midlife Crisis"      | —       | 32      | 1       | 31      | 9       | 13      | —       | —       | —       | —       | 10      |
| 1992                       | "A Small Victory"     | —       | —       | 11      | 84      | —       | —       | —       | —       | —       | —       | 29      |
| 1992                       | "Everything's Ruined" | —       | —       | —       | 63      | —       | —       | —       | —       | —       | —       | 28      |
| 1993                       | "Easy"                | 58      | —       | —       | 1       | —       | 5       | 10      | 2       | 11      | 9       | 3       |
| "—" não chegou às tabelas. |                       |         |         |         |         |         |         |         |         |         |         |         |

## Créditos
- Mike Patton — Vocal
- Jim Martin — Guitarra
- Billy Gould — Baixo
- Roddy Bottum — Teclados
- Mike Bordin — Bateria